# El desjueves
El Desjueves fue un programa de televisión chileno de género humorístico transmitido por La Red entre 1992 y 1994.

## Generalidades
El programa comenzó a transmitirse el 2 de abril de 1992 por La Red. Estaba protagonizado por los actores Cristián García-Huidobro, Luis Gnecco y Roberto Poblete, quienes buscaron llevar el formato del café concert a la pantalla.
Bajo el lema No tenemos destape pero al menos tenemos Desjueves, el trío buscaba reírse de la contingencia local y extranjera a través de personajes y parodias que se presentaban en un estudio con público. Además, participaba un grupo de bailarinas provenientes del Ballet Folclórico Nacional.
Una de sus secciones más populares era El gorro de lana, un premio para el personaje más polémico y cuestionado de la semana.
Tras el término del programa a finales de 1994, García-Huidobro, Gnecco y Poblete emigraron a Venga conmigo de Canal 13.
Fue retransmitido desde noviembre de 2020 en la franja de trasnoche de La Red Redcuerdos.